# Колония Агриппина
Колония Агриппина (лат. Colonia Claudia Ara Agrippinensium) — римская колония в Рейнской области, в дальнейшем превратившаяся в немецкий город Кёльн.
В римские времена поселение обычно называлась Колония и была столицей римской провинции Germania Inferior (Нижняя Германия) и штаб-квартирой военных в регионе. После административных реформ при Диоклетиане оно стало столицей Germania Secunda (Вторая Германия). Многие артефакты древнего города сохранились, в том числе арка бывших городских ворот с надписью «CCAA», которая сегодня находится в Римско-германском музее.

## Исторический фон

### Оппидум Убиорум,  Ара Убиорум и Апуд Арам Убиорум

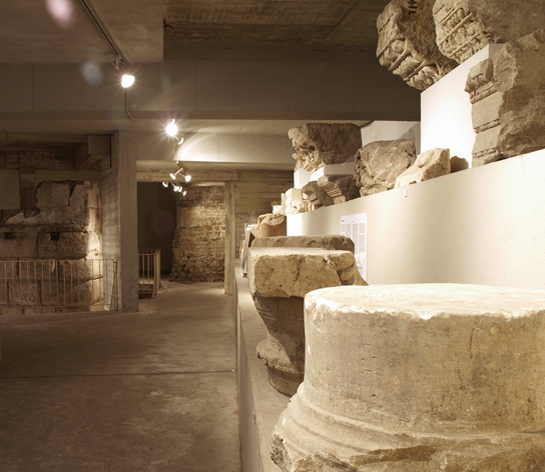
Ubiermonument (ок. 4 г. н.э.) в археологической зоне

В доримские времена территорию Кёльнской низменности населяло германское племя эбуронов, которое в дальнейшем было уничтожено Юлием Цезарем. В 38 г. до н.э. римский генерал Марк Випсаний Агриппа переселил на эти земли германское племя убиев, населявших правый берег Рейна. Так убии оказались на территории, оккупированной римлянами.
В качестве центра своего поселения убии выбрали остров в Рейне, который представлял собой естественную возвышенность, защищенную от наводнений. Ныне этого поселения на существует, оно занимало территорию между районами Хоймаркт и Альтер Маркт в старом городе Кельн. По археологическим находкам поселение можно датировать первой половиной I в. н. э. К этому времени уже использовался типичный римский план улиц в виде сетки. Предполагаемое название поселения — Оппидум Убиорум (поселение убиев). С этого поселения начинается римская эпоха в истории Кёльна.

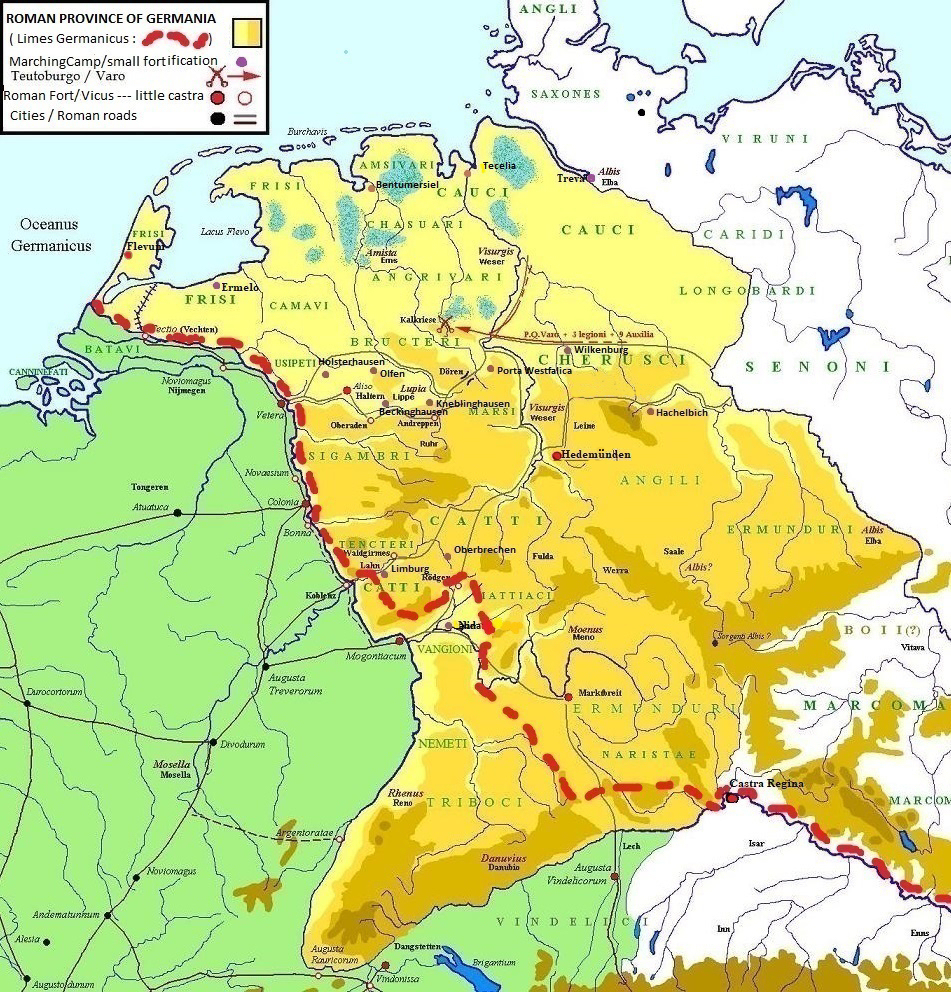
Карта римской провинции Германия при Августе с изображением Колонии

Во время правления Августа (30 г. до н.э. — 14 г. н.э.) в пределах города был построен Ара Убиорум (алтарь убиев). Этот алтарь, возможно, был задуман как центральное место поклонения для большой германской провинции, которая должна была включать земли на другом берегу Рейна, на тот момент непокоренные. В качестве священника Ара в 9 г. н. э. упоминается Благородный Сегимунд из семьи Арминия, вождя херусков. После поражения Публия Квинтилия Вара от Арминия в том же году в битве при Тевтобургском лесу планы по созданию более крупной немецкой провинции были отложены. Тем не менее, сам алтарь сохранил своё значение, поскольку во многих надписях город упоминается как «Ара Убиорум».
Между 9 и 30 г. н. э. территория современного Кельна представляла собой военный гарнизон. Рядом располагались Легион I Germanica и Легион XX Valeria Victrix. Место первоначального римского каструма (военного лагеря) было известно как Апуд Арам Убиорум (у алтаря убиев).
Штаб-квартира римского военачальника  Германика находилась в Кельне с 13 по 17 г. н. э., когда он был отозван Тиберием. После битвы при Тевтобургском лесу Германик приложил усилия для стабилизации приграничного региона, а также для планирования и проведения новых наступательных операций против германских племен, расположенных на правом берегу Рейна. После смерти Августа в 14 г. н.э. легионы, расположенные в Кельне, подняли мятеж с целью провозглашения Германика императором. Эти легионы, вероятно, объединились в мятеже с легионами из ветеранов, размещенных в их летнем гарнизоне в Каструм-Новасиуме . Однако Германик остался верен Тиберию, наследнику престола. Он отговорил легионы объявить его императором и в то же время умилостивил мятежников щедрыми уступками.
Позже Легион I дислоцировался в Бонне (Bonna, современный Бонн), а Легион XX располагался в гарнизоне Каструм Новезиум (Castrum Novaesium) около современного Нойса .

### Превращение в римскую колонию

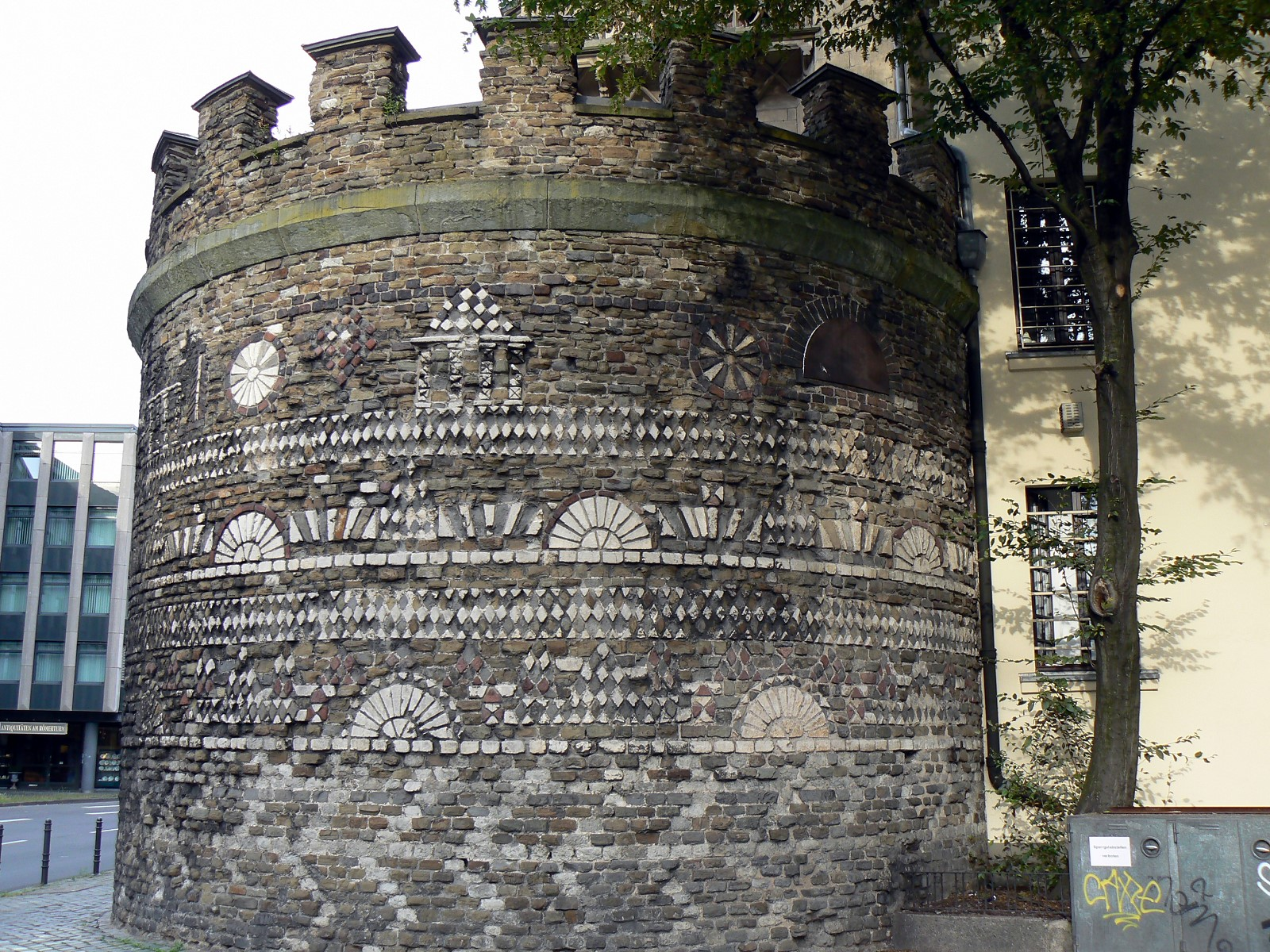
Башня 13 («Римская башня»), северо-западный угол городской стены

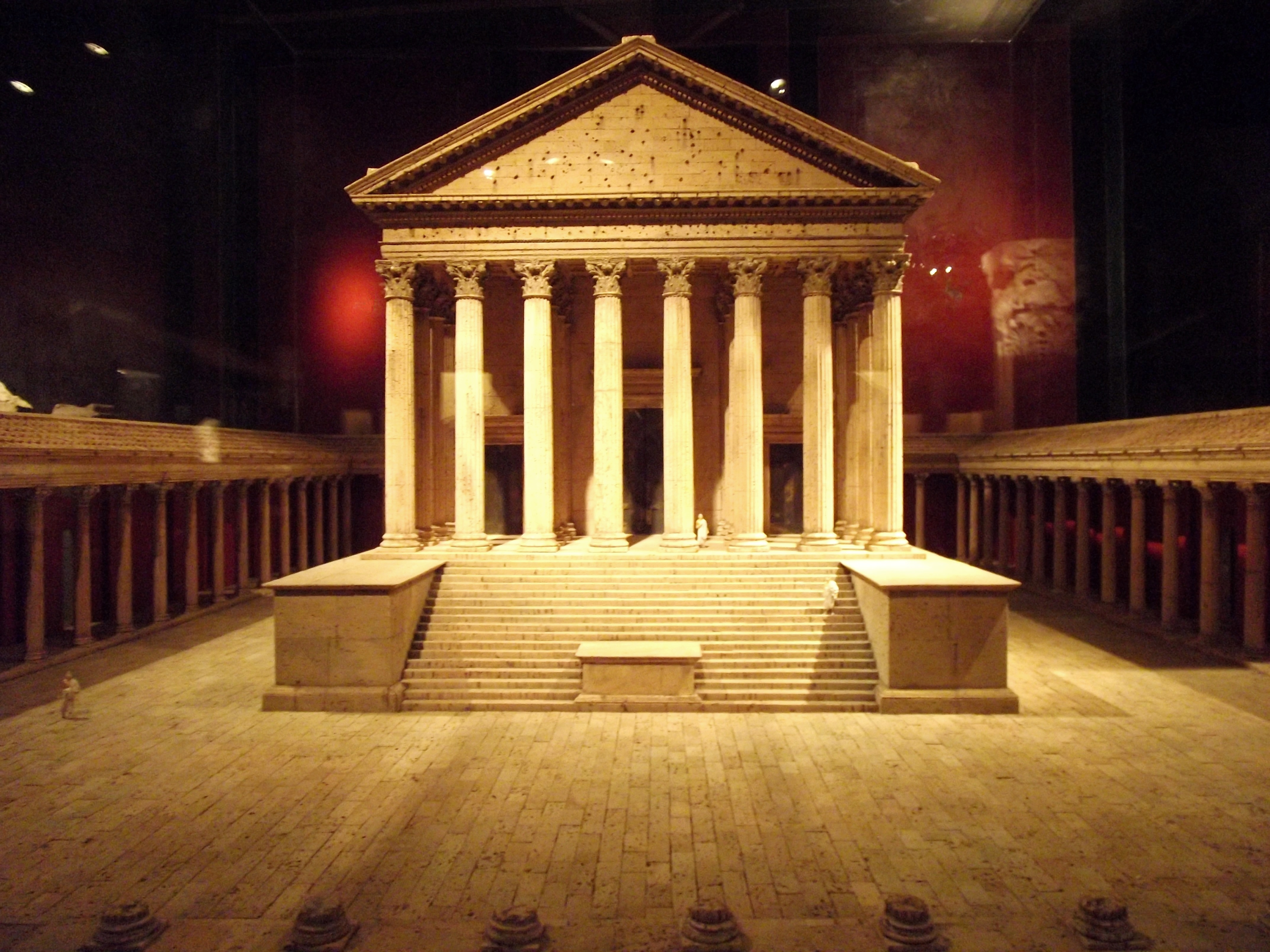
Реконструированная модель Капитолийского храма (начало II века нашей эры).

В Кёльне в 15 г. н.э. родилась Агриппина младшая, дочь Германика и жена римского императора Клавдия. Около 50 г. н.э. ей удалось убедить Клавдия  придать месту своего рождения статус римской колонии под названием Colonia Claudia Ara Agrippinensium (Колония Клавдия и Алтарь Агриппины). Согласно римскому праву это дало колонии статус «города», который имел  гораздо больше прав, чем оппидум. В это же время город стал административной столицей Нижней Германии. Ранее эта территория не была официальной провинцией и имела статус оккупированной территории, которая управлялась военной администрацией (exercitus Germaniae inferioris), а позже была временно определена как предварительная «провинция Германии».
С 70 г. н.э. город была окружён мощной городской стеной около 8 метров в высоту и 2,5 метра толщиной. Однако нынешние остатки римской городской стены относятся к более позднему времени —  III в. н.э. Площадь города за пределами стены составляла 1 кв. км. Его наиболее важные стелы и погребальный инвентарь хранятся в Римско-германском музее.

### Год четырех императоров и батавского восстания
В 68 году нашей эры смерть императора Нерона вызвала в Риме кризис престолонаследия. Это привело к гражданской войне по всей империи. Римский сенат назначил императором Сервия Сульпиция Гальба, но он был вскоре убит другим претендентом на престол, Маркусом Сальвием Отоном, которого поддерживала преторианская гвардия. Тем временем легионы, дислоцированные в Колонии, провозгласили императором своего командующего Авла Вителлия. Вителлий двинулся в Италию во главе большей части рейнских легионов и разбил войска Отона в битве при Бедриакуме, в которой сам Отон был убит.
На незащищенной границе Рейна образовался вакуум власти. С северо-востока Нижней Германии началось наступление германского племени батавов. Большинство жителей Колонии составляли до конце не романизированные убии, которые быстро перешли на сторону батавов. Однако когда батавы потребовали снести городскую стену, жители Колонии снова встали на сторону Римской империи.
Вителлий был свергнут восемь месяцев спустя Титом Флавием Веспасианом, чьи войска опасались репрессий за то, что ранее признали императором Отона. Вителлий был убит, а его тело брошено в Тибр.

### Столица провинции Нижняя Германия

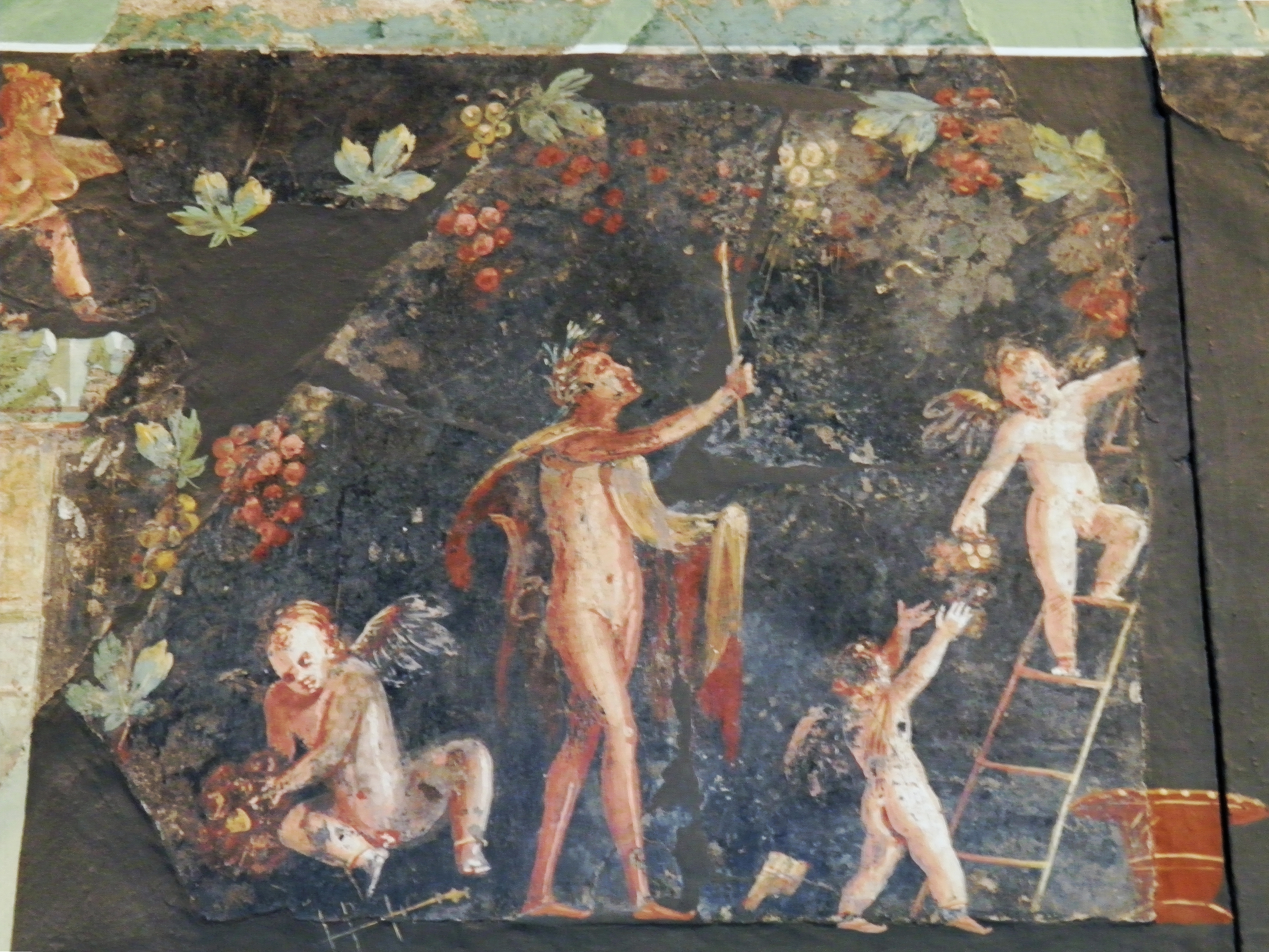
Фреска с дионисийскими сценами из римской виллы Кельна (Colonia Claudia Ara Agrippinensium), III век нашей эры, Романо-германский музей

С основанием провинции Нижняя Германия при Домициане в 89 г. н.э., командующий легионами Колонии стал губернатором. В 80 г. н.э. был построен водопровод, Айфельский акведук, один из самых длинных акведуков Римской империи, который ежедневно поставлял в город 20 000 кубометров воды. Десять лет спустя колония стала столицей римской провинции Нижняя Германия (Germania Inferior) с общим населением 20 000 человек. Рейнский флот находился к югу от города в Альтебурге. Сама крепость была разрушена франками в 276 году нашей эры. Позже этот район был назван Альте Бург, откуда и происходят нынешние названия «Альтебургская стена» и «Альтебургер Платц».
С возвышением до столицы провинции Колония перестала выполнять функции военной базы. Легионы провинции дислоцировались в Ветера II около Колонии Ульпия Траяна (близ современного Ксантена), Новезии и Бонне. Со временем название города менялось. В 4 веке нашей эры он был известен как Колония Агриппина, а после 5 века это название было сокращено до Колонии.

### Поздняя античность и конец римского владычества
В 260 году нашей эры император Постум сделал Кёльн столицей Галльской империи, в которую входили германские и галльские провинции, Британия и провинции Испании. Галльская империя просуществовала всего четырнадцать лет. К III веку в городе и вокруг него жило всего 20 000 человек, так как город сильно пострадал от кризиса III века.  В 310 г. н.э. император Константин I построил мост через Рейн, который охранялся Castellum Divitia (ныне Deutz). В 321 году нашей эры в Кёльне появились евреи. Когда именно первые евреи прибыли в Рейнскую область, уже невозможно установить, но еврейская община Кёльна утверждает, что является старейшей к северу от Альп. 
Колония была временно оставлена в декабре 355 г. после длительной осады франками. Археологические слои того времени показывают, что завоевание и грабежи имели катастрофические последствия, и город лежал в руинах. Преториум был реконструирован и расширен примерно в 375 году нашей эры. Последняя реконструкция датируется 392/393 годом, когда Арбогаст, Magister Militum западной половины Империи во имя императора Евгения отремонтировал неустановленное общественное здание. Город окончательно пал перед рипуарскими франками в 459 году нашей эры. К этому периоду поздней античности относятся два роскошных захоронения возле Кёльнского собора.

## Библиотека
Летом 2018 года археологи заявили, что фундамент (50°56′09″ с. ш. 6°57′12″ в. д.), который они обнаружили в 2017 году во время раскопок при строительстве протестантской церкви, может быть связан с «самой старой известной библиотекой в Германии», датируемой 2 веком.
Библиотека, во многом схдная c библиотекой Цельса в древнем городе Эфесе, могла содержать более 20 000 свитков.